# C. J. Obasi
CJ Obasi es un director de cine, guionista y editor nigeriano. Su ópera prima, una película de bajo presupuesto titulada Ojuju, se estrenó en el Festival Internacional de Cine de África (AFRIFF) en noviembre de 2014 y ganó el premio a la mejor película nigeriana. También le valió el premio Trailblazer of the Year en marzo de 2015 en los Africa Magic Viewers 'Choice Awards (AMVCA).

## Biografía

### Primeros años
Nacido en la pequeña ciudad de Owerri, Obasi creció viendo películas de terror, leyendo novelas de Stephen King y viendo sus adaptaciones. Desde los tres años veía películas clásicas y sus superhéroes y villanos favoritos; los dibujaba a mano a modo de historietas.
Después de asistir a la Escuela Secundaria del Gobierno, Owerri, estudió Ciencias de la Computación en la Universidad de Nigeria. En 2012 fundó Fiery Film Company, con su esposa, la productora de cine y televisión Oge Obasi, y el fallecido guionista Benjamin Stockton.

### Carrera
El debut como director de CJ se produjo en 2014 con Ojuju, una película de zombis que se proyectó en varios festivales de todo el mundo, incluido el Festival de Cine Panafricano en Los Ángeles, el Festival de Cine Shockproof en Praga, el Festival de Cine New Voices in Black Film en Nueva York y el Festival de la Semana de Nollywood en París. Por este filme obtuvo el reconocimiento de críticos internacionales como Todd Brown de Twitch Film, Tambay A. Obenson de Shadow & Act y Frank Scheck de The Hollywood Reporter.
Su segunda película, O-Town, se estrenó en 2015 con gran éxito de crítica. El filme, también escrito por Obasi, cuenta la historia de un pequeño pueblo sumido en el crimen. O-Town se inspiró en la localidad de Owerri, el lugar donde nació el cineasta.
En 2018 dirigió la adaptación cinematográfica del cuento afrofuturista Hello, Moto de Nnedi Okoroafor. El cortometraje, Hello, Rain, está protagonizado por Keira Hewatch como Rain, una científica. En febrero de 2017, Fiery Film Production eligió el cuento y comenzó la etapa de producción. Tuvo su estreno mundial en el Festival Internacional de Cortometrajes de Oberhausen, el 6 de mayo de 2018.

### Proyectos en desarrollo
En 2016, CJ anunció una próxima película titulada Mami Wata, basada en el folklore africano popular sobre el espíritu del agua. El director inició una campaña de financiación colectiva en el sitio Indiegogo para recaudar la suma de 120.000 dólares, en previsión de una probable fecha de inicio de la fotografía principal en el otoño de 2018. El presupuesto cubrirá los costos de producción y posproducción. Mami Wata se rodará en blanco y negro.

## Filmografía
| Título                               | Año  | Papel                      |               |
| ------------------------------------ | ---- | -------------------------- | ------------- |
| Ojuju                                | 2014 | Escritor, director, editor |               |
| O-Town                               | 2015 | Escritor, director, editor |               |
| Visions: An Anthology of Short Films | 2017 | Coguionista, codirector    | [ 16 ] [ 17 ] |
| Hello, Rain                          | 2018 | Guionista, director        | [ 18 ]        |
| Lionheart                            | 2018 | Coguionista                |               |
| Living in Bondage: Breaking Free     | 2019 | Coguionista                | [ 19 ]        |
| Juju Stories                         | 2021 | Coguionista, codirector    |               |
| Mami Wata                            | 2022 | Guionista, director        |               |